# Communauté de communes de la Vallée de la Largue
La communauté de communes de la Vallée de la Largue est une ancienne communauté de communes française, située dans le département du Haut-Rhin et la région Grand Est.

## Histoire
Elle fusionne avec la communauté de communes de la porte d'Alsace pour former la communauté de communes Porte d'Alsace-Largue au 1er janvier 2017.

## Composition
La communauté de communes regroupait 12 communes :
| Nom                  | Code Insee | Gentilé         | Superficie (km2) | Population (dernière pop. légale) | Densité (hab./km2) |
| -------------------- | ---------- | --------------- | ---------------- | --------------------------------- | ------------------ |
| Pfetterhouse (siège) | 68257      | Pfetterhousiens | 14,28            | 1 022 (2014)                      | 72                 |
| Fulleren             | 68100      |                 | 5,31             | 340 (2014)                        | 64                 |
| Friesen              | 68098      | Friesenois      | 8,42             | 633 (2014)                        | 75                 |
| Hindlingen           | 68137      |                 | 8,00             | 643 (2014)                        | 80                 |
| Largitzen            | 68176      |                 | 5,60             | 315 (2014)                        | 56                 |
| Mertzen              | 68202      | Mauriciens      | 2,01             | 225 (2014)                        | 112                |
| Mooslargue           | 68216      | Mooslarguais    | 5,63             | 440 (2014)                        | 78                 |
| Saint-Ulrich         | 68299      |                 | 3,85             | 309 (2014)                        | 80                 |
| Seppois-le-Bas       | 68305      | Bas-Seppoisiens | 6,73             | 1 318 (2014)                      | 196                |
| Seppois-le-Haut      | 68306      | Seppoisiens     | 6,27             | 477 (2014)                        | 76                 |
| Strueth              | 68330      |                 | 4,31             | 345 (2014)                        | 80                 |
| Ueberstrass          | 68340      |                 | 5,12             | 375 (2014)                        | 73                 |